# Firenze Porta al Prato
Firenze Porta al Prato (wł. Stazione di Firenze Porta al Prato) – stacja kolejowa we Florencji, w prowincji Florencja, w regionie Toskania, we Włoszech. Jest stacją czołową na linii Florencja - Piza i obsługuje kilka pociągów w kierunku Empoli.
Według klasyfikacji RFI ma kategorię srebrną.

## Historia
Została otwarta przez Rete Ferroviaria Italiana w dniu 8 grudnia 2008, korzystając z zachowanych dwóch torów linii Leopolda.

## Linie kolejowe
- Leopolda (Florencja – Piza)